# MW Водолея
MW Водолея (лат. MW Aquarii) — одиночная переменная звезда в созвездии Водолея на расстоянии (вычисленном из значения параллакса) приблизительно 5026 световых лет (около 1541 парсека) от Солнца. Видимая звёздная величина звезды — от +11,9m до +11m.

## Характеристики
MW Водолея — пульсирующая полуправильная переменная звезда типа SRB (SRB).